# هيوز أوساج تي اتش-55
هيوز أوساج تي اتش-55 (بالانكليزية:Hughes TH-55 Osage) هي مروحية تدريبية خفيفة تعمل بالطاقة المنتجة من خلال مكبس انتجها جيش الولايات المتحدة. وأنتجت أيضا باسم النموذج 269 وهي من المروحيات الخفيفة متعددة الأغراض، والبعض منها تم تسويقها بوصفها نموذج 300. نموذج 300C تم إنتاجها وتطويرها من قبل شفايتزر للطائرات بعد عام 1983م.

## المشغلين
1. الجزائر: سلاح الجو الجزائري [2]
2. البرازيل: البحرية البرازيلية [3]
3. كولومبيا: القوة الجوية الكولومبية [4][5]
4. كوستاريكا: وزارة الأمن العام الكولومبي [5]
5. هايتي: القوة الجوية الهايتية [6]
6. هندوراس: سلاح الجو الهندوراسي [7][8]
7. الهند: البحرية الهندية [9][10]
8. اليابان: البحرية اليابانية الإمبراطورية، قوات الدفاع الذاتي اليابانية [11]
9. سيراليون: سلاح الجو السيراليوني [12]
10. إسبانيا: سلاح الجو الإسباني [13]
11. السويد: الجيش السويديي [14]
12. تايوان: جيش جمهورية الصين [15][16]
13. تايلاند: الجيش الملكي التايلاندي [17]

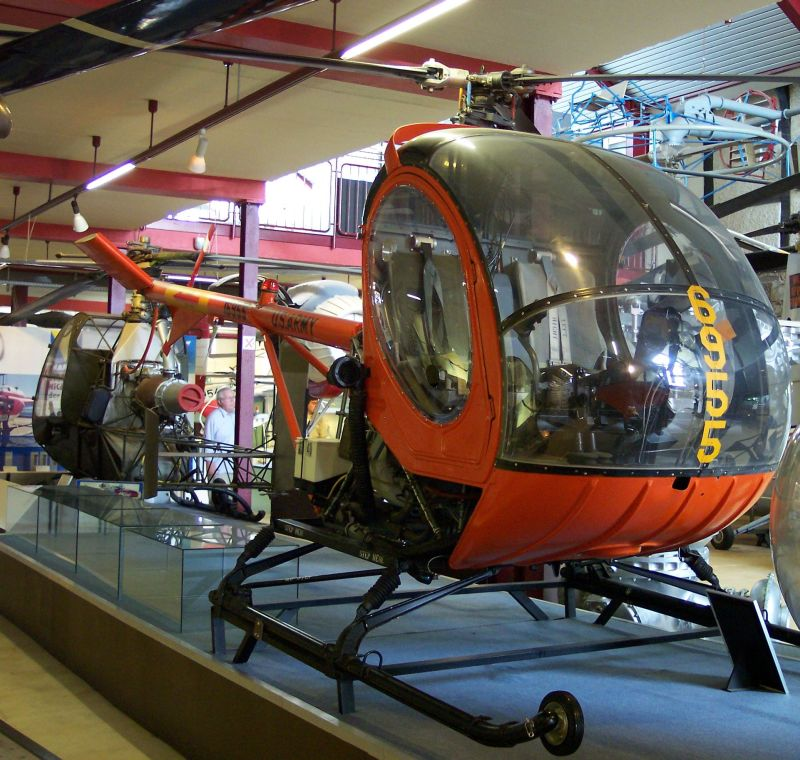
طائرة أوساج تي اتش-55 معروضة في شارع متحف بيوكهبورغ للحوامات، بيوكهبورغ ألمانيا.

14. تركيا: الجيش التركي [18]
15. الولايات المتحدة: جيش الولايات المتحدة [19]